# Чемпіонат Німеччини з хокею 1993—1994
Чемпіонат Німеччини з хокею 1994 — 77-ий чемпіонат Німеччини з хокею, чемпіоном став ЕС Хедос. Це був останній сезон Бундесліги та чемпіонату у такому форматі, з наступного сезону чемпіонат стартує в новій лізі - Німецька хокейна ліга.

## Попередній етап
| М   | Команда          | І  | Пер | Н  | Пор | Ш       | О  |
| --- | ---------------- | -- | --- | -- | --- | ------- | -- |
| 1.  | Дюссельдорф ЕГ   | 44 | 33  | 2  | 9   | 182:92  | 68 |
| 2.  | ЕС Хедос         | 44 | 30  | 3  | 11  | 189:108 | 63 |
| 3.  | Крефельдер ЕВ    | 44 | 23  | 10 | 11  | 167:121 | 56 |
| 4.  | ЕВ Ландсгут      | 44 | 26  | 4  | 14  | 142:113 | 56 |
| 5.  | Кельн            | 44 | 26  | 3  | 15  | 147:109 | 55 |
| 6.  | БСК Пройзен      | 44 | 23  | 5  | 16  | 168:128 | 51 |
| 7.  | Маннхаймер ЕРК   | 44 | 19  | 5  | 20  | 156:140 | 43 |
| 8.  | Кауфбойрен       | 44 | 14  | 3  | 27  | 120:169 | 31 |
| 9.  | Розенгайм        | 44 | 12  | 5  | 27  | 108:163 | 29 |
| 10. | «Швеннінгер ЕРК» | 44 | 11  | 7  | 26  | 115:175 | 29 |
| 11. | Айсберен Берлін  | 44 | 11  | 2  | 31  | 119:214 | 24 |
| 12. | ХК Ратінген      | 44 | 9   | 5  | 30  | 126:207 | 23 |

Скорочення: М = підсумкове місце, І = ігри, Пер = перемоги, Н = нічиї, Пор = поразки, Ш = закинуті та пропущені шайби, О = набрані очки

## Втішний раунд

### 1 раунд
- Розенгайм — ХК Ратінген 4:1, 6:2,	6:3, 1:7, 2:5, 5:1
- Айсберен Берлін — «Швеннінгер ЕРК» 2:1, 4:3 ОТ, 4:3, 6:2

### 2 раунд
- «Швеннінгер ЕРК» — ХК Ратінген 5:6 Б, 3:6, 4:2, 2:4, 10:4, 4:1, 5:4

### Перехідний матч
- «Швеннінгер ЕРК» — Кассель 6:1, 4:1

## Плей-оф

### Чвертьфінали
- БСК Пройзен — Крефельдер ЕВ 5:3, 3:4, 5:4, 3:2, 3:4 Б, 4:2
- Кельн — ЕВ Ландсгут 1:3, 2:0, 2:5, 3:4 ОТ, 3:2, 4:2, 4:2
- Дюссельдорф ЕГ — Кауфбойрен 3:0, 3:1, 4:1, 3:2
- ЕС Хедос — Маннхаймер ЕРК 7:1,	5:1, 8:6, 8:3

### Півфінали
- Дюссельдорф ЕГ — БСК Пройзен 2:1, 2:5, 0:3, 5:2, 6:2
- ЕС Хедос — Кельн 5:3, 5:4, 4:2

### Фінал
- ЕС Хедос — Дюссельдорф ЕГ 4:2, 3:2, 4:1

## Склад чемпіонів
ЕС Хедос:
- Воротарі: Петер Занкль, Карл Фрізен
- Захисники: Грегор Мюллер, Майк Шмідт, Зденек Травнічек, Крістіан Лукес, Даніель Кунц, Райнер Лутц, Шенделєв Сергій Вікторович, Клаус Штрупп, Александер Генце
- Нападники: Гордон Шервен, Ентоні Фоґель, Дейл Деркач, Герд Трунчка, Евальд Штайгер, Дідер Геген, Андреас Волленд, Раймонд Хільгер, Георг Франц, Ян Бенда, Воллес Шрайбер, Тобіас Абшрейтер, Ральф Райцінгер, Кріс Штраубе
- Тренер: Харді Нільссон